# Le Dernier Mercenaire
Pour plus de détails, voir Fiche technique et Distribution.
Le Dernier Mercenaire est un film français réalisé par David Charhon et sorti en 2021. Il sort en exclusivité sur Netflix.

## Synopsis
Richard Brumère, surnommé « la brume », est une véritable légende des services secrets. Disparu depuis vingt-cinq ans, il revient en France pour sauver un fils qu’il ne connaît pas, Archibald. Ce dernier est en effet recherché, à tort, pour trafic d'armes et de stupéfiants. L'erreur est due à une énorme erreur d'Alexandre Lazare, un bureaucrate du ministère des Affaires étrangères trop zélé. Richard va devoir reprendre ses vieilles habitudes, réactiver ses contacts — un peu vieillissants — et faire équipe avec une bande de jeunes peu préparés pour lutter contre les services secrets qui voient le retour de Richard comme une menace. L'ancien agent va surtout devoir gérer les rapports avec un fils qu'il ne connaît pas et trouver le courage de lui révéler qu’il est son père.

## Fiche technique
Sauf indication contraire, les informations mentionnées dans cette section peuvent être confirmées par la base de données cinématographiques IMDb,  présente dans la section « Liens externes ».
- Titre original français : Le Dernier Mercenaire
- Titre international anglophone : The Last Mercenary
- Réalisation : David Charhon
- Scénario original : David Charhon
- Adaptation et Dialogues : Ismaël Sy Savané et David Charhon
- Décors : n/a
- Costumes : Emmanuelle Youchnovski
- Photographie : Thierry Arbogast (additionnelle : René-Pierre Rouaux)
- Montage : Yann Malcor
- Musique : Mathieu Lamboley
- Production : Olivier Albou, Olias Barco, David Charhon, Jakéma Charhon, Jean-Charles Levy,, Éponine Maillet, Nicolas Manuel, Vladislav Riashyn, Laurence Schonberg et Artemenko Yuriy

Producteur délégué : Jean-Luc Olivier
- Sociétés de production : Forecast Pictures, Other Angle Pictures et Mony Films
- Société de distribution : Netflix
- Budget : n/a
- Pays d'origine :  France
- Langues originales : français, anglais
- Format : couleur
- Genre : comédie, action
- Durée : 112 minutes
- Date de sortie[2] :
  - Monde : 30 juillet 2021 (sur Netflix)

## Distribution
- Jean-Claude Van Damme : Richard Brumère dit « La brume »
- Alban Ivanov : Alexandre Lazare / le ministre Lazare en 1995
- Samir Decazza : Archibald Al Mahmoud
- Assa Sylla : Dalila
- Éric Judor : Paul Lesueur
- Patrick Timsit : le commandant Jouard
- Miou-Miou : Marguerite Lesueur
- Djimo : Momo
- Nassim Si Ahmed : Simyon Novak
- Valérie Kaprisky : la ministre Sivardière
- Philippe Morier-Genoud : le commandant Constantin Hugo
- Michel Crémadès : Fernand
- Ismaël Sy Savané : Jéroboam
- Alexeï Gorbounov : M. Ivanovich
- Fatsah Bouyahmed : le traducteur
- Fabien Ara : Bournette
- Ouidad Elma : Farah Al Mahmoud
- David Charhon : le chef de la sécurité à l'ambassade (caméo)

## Production
En juillet 2020, Jean-Claude Van Damme publie un message énigmatique sur les réseaux sociaux laissant à penser à une prochaine collaboration avec Netflix. Quelques jours plus tard, il est finalement annoncé que l'acteur belge tournera une comédie d'action en français et réalisée par David Charhon. Ce dernier explique avoir voulu « renouer avec la grande tradition des films d’action des années 80-90 ». Jean-Claude Van Damme déclare quant à lui « J'ai toujours été fan de Jean-Paul Belmondo et j’espère reprendre à ma manière, le flambeau de la comédie d’action. Le scénario de David Charhon apporte tous ces codes de manière très réussie dans une belle histoire avec de l’émotion, beaucoup d’action et beaucoup d’humour. »
Le tournage débute le 24 juillet 2020. Il se déroule à Paris (notamment dans le 7e arrondissement) ainsi qu'à Kiev en Ukraine,. Les prises de vues s'achèvent en décembre 2020.

## Accueil
Le film se classe dès sa sortie numéro 1 monde pendant sept jours d’affilée sur Netflix. Et entre au bout de quelques semaines dans le top 10 all time Netflix des films hors US. Comptabilisant plus de 52 millions d’heures de visionnage à travers le monde.
Sur l'agrégateur américain Rotten Tomatoes, il récolte 61 % d'opinions favorables pour 23 critiques professionnelles mais seulement 36 % en "Audience score". Sur Metacritic, il obtient une note moyenne de 48⁄100 pour 8 critiques.
En France, le film obtient une note moyenne de 2,7⁄5 sur le site AlloCiné, qui recense 3 titres de presse. Pour Michel Valentin du Parisien : « L'ex-karatéka se livre donc à un vrai festival, alternant castagne et moments hilarants. Il est aidé dans cette entreprise de déconstruction par un casting impressionnant, avec des stars inattendues. » Dans Télé 7 jours, Julien Barcilon écrit notamment : « L'arme fatale de ce gros divertissement, avec d’autres pointures au casting, c’est Jean-Claude Van Damme, en mode auto-parodie et second degré nez rouge. » Simon Riaux, du site Écran Large, écrit une critique négative : « Il n'y a rien à sauver dans cet exercice d'humiliation de Jean-Claude Van Damme, qui en appelle aux heures les plus sombres de la comédie française. »

## Clins d'œil
Au début du film, on peut entendre lors de la course-poursuite la chanson Scarface (Push It to the Limit), tirée de la bande originale de Scarface (1983). Simyon Novak porte le même costume blanc que Tony Montana et parodie une réplique du film. Plus tard, il regarde le film sur un écran géant.
La scène où les services secrets apprennent le retour de Richard est reprise du film Le Professionnel, un des films préférés du réalisateur. Certaines répliques proviennent directement du film de Georges Lautner.
Le look de Richard dans une scène flash-back au Soudan en 1995 rappelle celui de Sylvester Stallone dans les films Rambo.
Richard passe devant une affiche du film Bloodsport (1988) et s'extasie en disant : « Ça c'est un mec ! »
La scène de la valise pleine d'argent avec les deux acolytes en costume qui s'extasient est un clin d'œil au film Pulp Fiction.
La phrase "L'absence a des torts que rien ne défend" prononcée par Richard est extraite de mon fils ma bataille, chanson de Daniel Balavoine.